# بيلينجهام غراهام
بيلينجهام غراهام (بالإنجليزية: Bellingham Graham)‏ (4 نوفمبر 1789 بإنجلترا في المملكة المتحدة - 15 يونيو 1866) هو لاعب كريكت بريطاني (وحمل سابقاً جنسية المملكة المتحدة لبريطانيا العظمى وأيرلندا ومملكة بريطانيا العظمى). لعب مع Middlesex county cricket teams ‏.